# 森瀬繚
森瀬 繚（もりせ りょう）は、日本のライター、脚本家、翻訳家。本名、高木 啓多。　
早稲田大学第一文学部卒。企画・制作プロダクション「クロノスケープ」の代表を経て、現在はフリーランスで活動中。

## 人物
書籍や雑誌記事の企画・編集・執筆、ゲームの設定協力から小説・脚本執筆などを手がける。世界の神話・伝説についての造詣が深く、中でもクトゥルー神話についての訳書・著書を多数執筆している。
レトロパソコン、レトロゲームのコレクターとしても知られ、テキストサイト「RetroPC.NET」の管理人（Twitterのプロフィールによる）でもある。

## 著作

### 小説
- 『うちのメイドは不定形』（静川龍宗、スマッシュ文庫） 2010年6月  ISBN 978-4-569-67460-5 - 原案
- 『イース トリビュート』（星海社FICTIONS） 2012年12月 ISBN 978-4-06-138848-2 - 「フェルガナ断章」
- 『うちのメイドは不定形 2』（静川龍宗共著、スマッシュ文庫） 2013年5月 ISBN 978-4-569-67574-9
- 『Fate/kaleid liner プリズマ☆イリヤ 1』（伊藤ヒロ、角川スニーカー文庫） 2013年8月 ISBN 978-4-04-100934-5 - 執筆協力
- 『Dies irae 〜Wolfsrudel〜』（KADOKAWA） 2016年9月 ISBN 978-4-04-865555-2

### 翻訳
- 『H・P・ラヴクラフト大事典』（S・T・ヨシ、日本語版監修、エンターブレイン） 2012年2月 ISBN 978-4-04-726720-6
- 『ゾンビサバイバルガイド』（マックス・ブルックス、翻訳監修、エンターブレイン） 2013年8月 ISBN 978-4-04-728955-0
- 『クトゥルーの子供たち』（リン・カーター, ロバート・M・プライス、立花圭一共訳、KADOKAWA） 2014年8月 ISBN 978-4-04-729811-8
- 『虚ろなる十月の夜に』（ロジャー・ゼラズニイ、竹書房文庫） 2017年10月 ISBN 978-4-8019-1267-0
- 『クトゥルーの呼び声』（H・P・ラヴクラフト、星海社FICTIONS） 2017年11月 ISBN 978-4-06-510769-0
- 『『ネクロノミコン』の物語 新訳クトゥルー神話コレクション2』（H・P・ラヴクラフト、星海社FICTIONS） 2018年5月 ISBN 978-4-06-512004-0
- 『這い寄る混沌 新訳クトゥルー神話コレクション3』（H・P・ラヴクラフト、星海社FICTIONS） 2018年11月 ISBN 978-4-06-514197-7
- 『未知なるカダスを夢に求めて 新訳クトゥルー神話コレクション4』（H・P・ラヴクラフト、星海社FICTIONS） 2019年9月 ISBN 978-4-06-516318-4
- 『宇宙の彼方の色 新訳クトゥルー神話コレクション5』（H・P・ラヴクラフト、星海社FICTIONS） 2020年6月 ISBN 978-4-06-520440-5
- 『グラーキの黙示 1』（ラムジー・キャンベル、サウザンブックス社） 2022年1月 ISBN 978-4-90-912534-7
- 『グラーキの黙示 2』（ラムジー・キャンベル、サウザンブックス社） 2022年1月 ISBN 978-4-90-912535-4
- 『バットマン：ゴッサム・バイ・ガスライト』（マイク・ミニョーラ、小学館集英社プロダクション） 2022年8月 ISBN 978-4-79-687900-2
- 『バットマン：ゴッサムに到る運命』（マイク・ミニョーラ、小学館集英社プロダクション） 2022年10月 ISBN 978-4-79-687304-8
- 『バットマン：ザ・カルト』（ジム・スターリン、小学館集英社プロダクション） 2023年3月 ISBN 978-4-79-687354-3

### 事典類
- 『図解 クトゥルフ神話』（新紀元社） 2005年　ISBN 978-4775304228
- 『ゲームシナリオのためのミステリ事典』（SBクリエイティブ） 2012年　ISBN 978-4797364569
- 『ゲームシナリオのためのSF事典』（SBクリエイティブ） 2013年　ISBN 978-4797374292
- 『ゲームシナリオのためのクトゥルー神話事典』（SBクリエイティブ） 2013年　ISBN 978-4797374292
- 『いちばん詳しい「天使」がわかる事典』（SBクリエイティブ） 2014年　ISBN 978-4797376777
- 『いちばん詳しい「堕天使」がわかる事典』（SBクリエイティブ） 2014年　ISBN 978-4797376760
- 『いちばん詳しい「ケルト神話」がわかる事典』（SBクリエイティブ） 2014年　ISBN 978-4797376791
- 『いちばん詳しい「北欧神話」がわかる事典』（SBクリエイティブ） 2014年　ISBN 978-4797376784
- 『ファンタジー資料集成 幻獣 & 武装事典』（三才ブックス） 2016年　ISBN 978-4861998690
- 『ゲームシナリオのための戦国事典』（SBクリエイティブ） 2016年　ISBN 978-4797369755
- 『ALL OVER クトゥルー』（三才ブックス） 2018年　ISBN 978-4861999970

### 漫画
- 『ガンスリンガー ストラトス：ギガントマキア』（原作、彼岸ロージ画、『電撃マオウ』2015年4月号 - 2016年3月号）、のち電撃コミックスNEXT 全2巻
- 『教えてFGO! 偉人と神話のぐらんどおーだー』（ヒストリカル・チェック、津留崎優画、ツイ4） 2016年8月16日、のち星海社COMICS 既刊2巻）

### アニメ
- 『ガンスリンガー ストラトス』（テレビアニメ、脚本[4]）
- 『がっこうぐらし!』（テレビアニメ、脚本[5]）
- 『ダンガンロンパ3 - The End of 希望ヶ峰学園 -』（テレビアニメ、脚本[6]）
- 『アクダマドライブ』（テレビアニメ、脚本[7]）

### ドラマCD
- 『がっこうぐらし! ドラマCD「夏休み編 ひとときの休日」』
- 『ダンガンロンパ3 - The End of 希望ヶ峰学園 - ドラマCD「黄桜公一の分身」』

### 朗読劇
- 『ダンガンロンパ3 - The End of 希望ヶ峰学園 -』イベント「ファンミーティング2017ファイナル」 - 朗読劇脚本

### ゲーム
- 『ガンスリンガー ストラトス』 - シナリオ
- 『ニトロプラス ブラスターズ -ヒロインズ インフィニット デュエル-』 - シナリオ
- 『ドクターロートレックと忘却の騎士団』 - 設定協力（クレジットあり）
- 『ニューダンガンロンパV3』 - 設定協力（クレジットあり）
- 『Deep Insanity ASYLUM』 - シナリオ

### テーブルトークRPG
- 『暗黒神話TRPGトレイル・オブ・クトゥルー』（ケネス・ハイト、監修、書苑新社） 2020年
- 『暗黒神話TRPGトレイル・オブ・クトゥルー サプリメント アーカム探偵奇譚』（ガレス・ハンラハン、翻訳・監修、新紀元社） 2021年
- 『暗黒神話TRPGサプリメント トレイル・オブ・クトゥルー・ジャパン』（友野詳との共著、新紀元社） 2022年
- 『暗黒神話TRPGトレイル・オブ・クトゥルー シナリオ集 宇宙の彼方から』（ロビン・D・ローズ、翻訳・監修、新紀元社） 2022年
- 『サンディ・ピーターセンの暗黒神話体系 クトゥルフの呼び声TRPG』（サンディ・ピーターセン、文芸監修、ホビージャパン） 2022年
- 『サンディ・ピーターセンの暗黒神話体系 クトゥルフの呼び声TRPG キャンペーン・シナリオ 食屍島』（サンディ・ピーターセン、文芸監修、ホビージャパン） 2022年